# Pee-wee Herman
Pour les articles homonymes, voir Herman et Pee Wee.
Pee-wee Herman est un personnage de fiction créé et interprété par le comédien américain Paul Reubens (1952-2023). Il apparaît dans des séries télévisées lors des années 1980 puis dans plusieurs films dont Pee-wee Big Adventure (1985), réalisé par Tim Burton et Big Top Pee-wee (1988). Il est également le héros d'une émission de télévision pour enfants diffusée sur CBS de 1986 à 1991 : Pee-wee's Playhouse.
Pee-wee fait partie des personnages populaires aux États-Unis nés dans les années 1980, comme Max Headroom. Eminem l'incarne dans son clip Lose It. Jim Carrey l'imite. Des poupées parlantes, des jouets, des jeux de société reprenant sa maison, des albums à colorier, un scooter pour enfant, etc., sont commercialisés sur le thème du personnage. Il fait l'objet de la couverture de la revue satirique Mad, de Life, et de Rolling Stone — dont la fameuse couverture Qui a tué Pee-wee Herman ? à la suite des affaires. Il a aussi son étoile sur le Walk of Fame depuis 1988.

## Création du personnage
Dans les années 1970, Paul Reubens intègre la troupe d'improvisation théâtrale de Los Angeles, The Groundlings, dont il reste membre pendant six ans, travaillant avec Bob McClurg, John Paragon, Susan Barnes, et Phil Hartman. C'est avec ce dernier qu'il crée en 1978 le personnage de Pee-wee Herman, un homme-enfant excentrique, d'une joyeuse insouciance, doté d'une voix haut-perchée et vêtu d'un petit costume gris étriqué et arborant un nœud papillon rouge.

## The Pee-wee Herman Show(1981)
Paul Reubens auditionne pour le Saturday Night Live mais n'est finalement pas retenu. Il décide alors de se concentrer sur le personnage de Pee-wee, tout d'abord avec un one-man-show donné dans des boîtes de nuit et des cafés, puis dans un spectacle intitulé The Pee-wee Herman Show qui se joue pendant cinq mois à guichet fermé au Roxy Théâtre de Los Angeles en 1981. Sa diffusion à la télévision la même année sur HBO lui apporte la notoriété. Le spectacle, étoffé par les acteurs du Groundling Phil Hartman, Lynne Marie Stewart et John Paragon, tourne dans tous les États-Unis. Pee-wee apparaît aussi dans deux films de Cheech et Chong : Cheech and Chong's Next Movie (1980) et Nice Dreams (1981).

## Pee-wee's Big Adventure(1985)
Warner Bros. engage alors Paul Reubens pour écrire le scénario d'un long-métrage autour de son personnage fétiche. Alors qu'il tourne sur les plateaux de Warner Bros., il remarque que la plupart des gens se déplacent à bicyclette et demande à s'y mettre ; le studio lui offre alors une vieille bicyclette Schwinn des années 1940 remise à neuf. Paul Reubens abandonne le script qu'il est en train d'écrire au profit d'un autre, traitant de l'amour que porte Herman à son vélo, du vol de celui-ci et des efforts qu'il va mettre en œuvre pour le retrouver. Hartman, Reubens et Michael Varhol co-écrivent le scénario de Pee-wee Big Adventure, premier long métrage réalisé par Tim Burton, qui vient de s'illustrer avec ses courts métrages Vincent et Frankenweenie et dont l'univers séduit Reubens. Le film, sorti sur les écrans en 1985, rapporte 40 940 662 USD, soit 7 fois son budget. Reubens crée pour l'occasion la « Pee-wee Dance ». Bien que les critiques soient très partagées, il deviendra avec le temps un « film-culte ».

## Pee-wee's Playhouse(1986-1990)

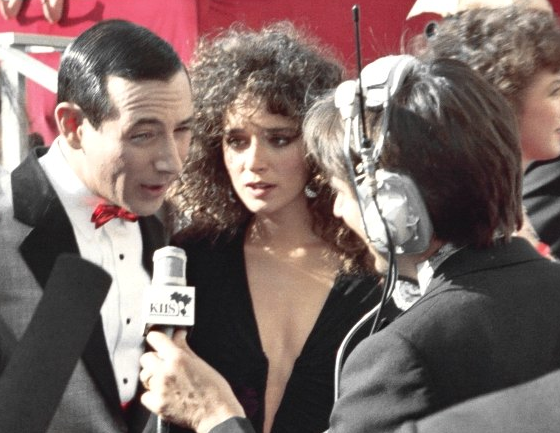
Paul Reubens en interview sous les traits de son personnage en 1988.

Fort de ce succès, Paul Reubens se voit proposer par la chaîne CBS de transposer l'univers de Pee-wee à la télévision dans une émission pour enfants à la fois ludique et pédagogique, programmée le samedi matin et ce pour les quatre années suivantes.
Elle met en scène Pee-wee vivant dans une maison connue sous le nom de Playhouse et remplie de chaises parlantes, d'animaux, de robots, et autres marionnettes. Hartman, Shirley Stoler, Johann Carlo, Gilbert Lewis et Roland Rodriguez n'apparaissent que pour les 13 premiers épisodes avant que leurs personnages ne soient évincés (dans le cas de Lewis, il est renvoyé et un nouvel acteur, William Horace Marshall, est engagé pour jouer le roi du cartoon). Pendant sa période de diffusion, Pee-wee's Playhouse est récompensé par 22 Emmy Awards.
À l'origine, Reubens confère une sexualité à Pee-wee, qui sera mise de côté lorsque le personnage passera des boîtes de nuit à la télévision. Cependant les allusions sexuelles seront toujours assez présentes, particulièrement dans les épisodes Cowboy Curtis et Miss Yvonne. 1987, il apparaît en Pee-wee toxicomane dans le film Back to the Beach (en) de Lyndall Hobbs (en). Il tourne également une scène pour 1, rue Sésame en récitant sa version très personnelle de l'alphabet.
En 1988, Paul Reubens reprend le rôle de Pee-wee Herman dans une suite de Pee-wee's Big Adventure, intitulée Big Top Pee-wee (« Le Chapiteau de Pee-wee »). Récompensé d'une étoile sur le Walk of Fame d'Hollywood, il apparaît également dans une émission « spécial Noël » de Pee-wee's Playhouse mais un scandale sexuel interrompt brutalement sa carrière : le 26 juillet 1991, Paul Reubens est arrêté à Sarasota en Floride pour s'être masturbé en public dans un cinéma pour adulte. Les actualités et les médias sont pris de frénésie et le scandale cause la « mort » prématurée de Pee-wee Herman. Bien que la série Pee-wee's Playhouse soit déjà arrêtée à ce moment, CBS, en réaction, mit fin aux rediffusions déjà programmées.

## Résurrection
En 2001, Paul Reubens annonce son intention de remettre en scène le personnage de Pee-wee Herman dans un film ou éventuellement de relancer Pee-wee's Playhouse, toujours diffusé sur Cartoon Network. En 2004, dans une interview pour le magazine Entertainment Weekly, il indique travailler sur plusieurs projets de télévision et de films, en espérant qu’« Hollywood n’avait pas encore vu les derniers instants de Paul Reubens, ou de son alter ego Pee-wee ». Il confirme que le projet du film Pee-wee's Playhouse est très proche de sa concrétisation, lors d’une interview avec Terry Gross en décembre de la même année. Un troisième volet des aventures de Pee-wee au cinéma est aussi évoqué.  
En juin 2006, Cartoon Network démarre une campagne publicitaire pendant son émission Adult Swim, où l’on voit un écran noir avec le texte « Est-ce que vous vous souvenez de cela ? », suivi du générique de Pee-wee's Playhouse, puis le slogan « Sur vos écrans le 10 juillet 2006 ». Un communiqué de presse suivi d'autres campagnes confirment qu'un show de 45 nouveaux épisodes est prévu du lundi au jeudi à partir du 10 juillet.
Avec plusieurs autres projets de films autour du personnage de Pee-wee plus destinés aux adultes, Paul Reubens relance sa carrière et donne de plus en plus d’interviews dans des shows télé ou dans la presse. Du 26 octobre 2010 au 2 janvier 2011, un nouveau spectacle, The Pee-wee Herman Show on Broadway, est jouée au Stephen Sondheim Theatre de Broadway.

## Pee-wee's Big Holiday(2016)
En mars 2016, un nouveau film sort en exclusivité sur le réseau Netflix : Pee-wee's Big Holiday, produit par Judd Apatow et Paul Reubens. Le film, qui n'est pas sans rappeler celui de Tim Burton, raconte les péripéties et rencontres loufoques des toutes premières vacances de Pee-wee, de Fairville à New York, pour rejoindre son nouvel ami Joe Manganiello, acteur de True Blood et de Magic Mike XXL, dans son propre rôle.